# Record ungheresi del nuoto
I record ungheresi del nuoto sono i tempi più veloci mai nuotati in una competizione, da un nuotatore rappresentante l'Ungheria.
(Dati aggiornati al 25 giugno 2024)

## Vasca lunga (50m)

### Uomini
| Gara                     | Tempo    | +               | Atleta | Data             | Evento               | Luogo                  | Ref    |
| ------------------------ | -------- | --------------- | --- | ---------------- | -------------------- | ---------------------- | ------ |
| Stile libero             |          |                 | |                  |                      |                        |        |
| 50 m                     | 21"42    | sp              | Krisztián Takács | 31 luglio 2009   | Campionati mondiali  | Roma, Italia           | [ 1 ]  |
| 100 m                    | 47"47    |                 | Kristóf Milák | 13 agosto 2022   | Campionati europei   | Roma, Italia           |        |
| 200 m                    | 1'45"54  |                 | Dominik Kozma | 25 luglio 2017   | Campionati mondiali  | Budapest, Ungheria     | [ 2 ]  |
| 400 m                    | 3'45"32  |                 | Kristóf Rasovszky | 11 aprile 2025   | Campionati ungheresi | Kaposvár, Ungheria     | [ 3 ]  |
| 800 m                    | 7'44"42  |                 | Kristóf Rasovszky | 14 febbraio 2024 | Campionati mondiali  | Doha, Qatar            | [ 4 ]  |
| 1500 m                   | 14'45"66 |                 | Gergő Kis | 31 luglio 2011   | Campionati mondiali  | Shanghai, Cina         | [ 5 ]  |
| Dorso                    |          |                 | |                  |                      |                        |        |
| 50 m                     | 24"63    |                 | Hubert Kós | 9 aprile 2025    | Campionati ungheresi | Kaposvár, Ungheria     | [ 6 ]  |
| 100 m                    | 52"24    |                 | Hubert Kós | 9 aprile 2025    | Campionati ungheresi | Kaposvár, Ungheria     | [ 7 ]  |
| 200 m                    | 1'54"14  |                 | Hubert Kós | 28 luglio 2023   | Campionati mondiali  | Fukuoka, Giappone      | [ 8 ]  |
| Rana                     |          |                 | |                  |                      |                        |        |
| 50 m                     | 27"51    |                 | Mihály Flaskay | 2 agosto 2002    | Campionati europei   | Berlino, Germania      |        |
| 100 m                    | 59"53    |                 | Dániel Gyurta | 29 luglio 2012   | Giochi olimpici      | Londra, Regno Unito    | [ 9 ]  |
| 200 m                    | 2'07"23  |                 | Dániel Gyurta | 2 agosto 2013    | Campionati mondiali  | Roma, Italia           | [ 10 ] |
| Farfalla                 |          |                 | |                  |                      |                        |        |
| 50 m                     | 22''90   |                 | Szebasztián Szabó | 22 luglio 2019   | Campionati mondiali  | Gwangju, Corea del Sud | [ 11 ] |
| 100 m                    | 49''68   | Record europeo  | Kristóf Milák | 31 luglio 2021   | Giochi olimpici      | Tokyo, Giappone        |        |
| 200 m                    | 1'50"34  | Record mondiale | Kristóf Milák | 21 giugno 2022   | Campionati mondiali  | Budapest, Ungheria     |        |
| Misti                    |          |                 | |                  |                      |                        |        |
| 200 m                    | 1'55"18  | sf              | László Cseh | 29 luglio 2009   | Campionati mondiali  | Roma, Italia           | [ 12 ] |
| 400 m                    | 4'06"16  |                 | László Cseh | 10 agosto 2008   | Giochi olimpici      | Pechino, Cina          |        |
| Staffette a stile libero |          |                 | |                  |                      |                        |        |
| 4x100 m                  | 3'11"06  |                 | Squadra nazionale Kristóf Milák (48''24) Szebasztián Szabó (47''44) Richárd Bohus (47''81) Nándor Németh (47''57)    | 26 luglio 2021   | Giochi olimpici      | Tokyo, Giappone        |        |
| 4x200 m                  | 7'05"38  |                 | Squadra nazionale Nándor Németh (1'46''28) Richárd Márton (1'47"01) Balázs Holló (1'47''67) Kristóf Milák (1'44''42) | 11 agosto 2022   | Campionati europei   | Roma, Italia           |        |
| Staffetta mista          |          |                 | |                  |                      |                        |        |
| 4x100 m                  | 3'32"13  |                 | Squadra nazionale Richárd Bohus (53"99) Dániel Gyurta (1'00"45) Kristóf Milák (50"97) Dominik Kozma (46"72)          | 30 luglio 2017   | Campionati mondiali  | Budapest, Ungheria     | [ 13 ] |

Legenda:  - Record del mondo;  - Record europeo;

Record non ottenuti in finale: (b) - batteria; (sf) - semifinale; (s) - staffetta prima frazione; (sp) - spareggio.

### Donne
| Gara                     | Tempo    | +               | Atleta | Data              | Evento               | Luogo                      | Ref    |
| ------------------------ | -------- | --------------- | --- | ----------------- | -------------------- | -------------------------- | ------ |
| Stile libero             |          |                 | |                   |                      |                            |        |
| 50 m                     | 24"56    |                 | Petra Senánszky | 22 giugno 2024    | Campionati europei   | Belgrado, Serbia           | [ 14 ] |
| 100 m                    | 53"64    |                 | Katinka Hosszú | 5 settembre 2014  | Singapore Swim Stars | Singapore                  |        |
| 200 m                    | 1'55"41  |                 | Katinka Hosszú | 6 novembre 2015   | Coppa del Mondo      | Dubai, Emirati Arabi Uniti | [ 15 ] |
| 400 m                    | 4'01''31 |                 | Ajna Késely | 21 luglio 2019    | Campionati mondiali  | Gwangju, Corea del Sud     |        |
| 800 m                    | 8'16"37  |                 | Boglárka Kapás | 12 agosto 2016    | Giochi olimpici      | Rio de Janeiro, Brasile    | [ 16 ] |
| 1500 m                   | 15'47"09 |                 | Boglárka Kapás | 4 agosto 2015     | Campionati mondiali  | Kazan', Russia             | [ 17 ] |
| Dorso                    |          |                 | |                   |                      |                            |        |
| 50 m                     | 27"99    |                 | Katinka Hosszú | 6 novembre 2015   | Coppa del Mondo      | Dubai, Emirati Arabi Uniti | [ 18 ] |
| 100 m                    | 58"45    |                 | Katinka Hosszú | 8 agosto 2016     | Giochi olimpici      | Rio de Janeiro, Brasile    | [ 19 ] |
| 200 m                    | 2'05"85  |                 | Katinka Hosszú | 29 luglio 2017    | Campionati mondiali  | Budapest, Ungheria         | [ 20 ] |
| Rana                     |          |                 | |                   |                      |                            |        |
| 50 m                     | 31"04    | sf              | Anna Sztankovics                                                                                                   | 22 maggio 2021    | Campionati europei   | Budapest, Ungheria         |        |
| 100 m                    | 1'06"87  |                 | Henrietta Fangli                                                                                                   | 9 aprile 2025     | Campionati ungheresi | Kaposvár, Ungheria         | [ 21 ] |
| 200 m                    | 2'24"03  |                 | Ágnes Kovács | 20 settembre 2000 | Giochi olimpici      | Sydney, Australia          |        |
| Farfalla                 |          |                 | |                   |                      |                            |        |
| 50 m                     | 26"14    |                 | Beatrix Bordás | 22 aprile 2018    | 12+ Meet             | Székesfehérvár, Ungheria   |        |
| 100 m                    | 57"54    |                 | Liliána Szilágyi                                                                                                   | 20 maggio 2016    | Campionati europei   | Londra, Regno Unito        | [ 22 ] |
| 200 m                    | 2'04"27  | sf              | Katinka Hosszú | 29 luglio 2009    | Campionati mondiali  | Roma, Italia               | [ 23 ] |
| Misti                    |          |                 | |                   |                      |                            |        |
| 200 m                    | 2'06"12  | Record mondiale | Katinka Hosszú | 3 agosto 2015     | Campionati mondiali  | Kazan', Russia             | [ 24 ] |
| 400 m                    | 4'26"36  | Record europeo  | Katinka Hosszú | 6 agosto 2016     | Giochi olimpici      | Rio de Janeiro, Brasile    | [ 25 ] |
| Staffette a stile libero |          |                 | |                   |                      |                            |        |
| 4x100 m                  | 3'36"77  |                 | Squadra nazionale Petra Senanszky (54"79) Minna Abraham (54"43) Panna Ugrai (53"88) Nikolett Padar (53"67)         | 19 giugno 2024    | Campionati europei   | Belgrado, Serbia           | [ 26 ] |
| 4x200 m                  | 7'48"04  |                 | Squadra nazionale Ágnes Mutina (1'56"64) Evelyn Verrasztó (1'57"20) Eszter Dara (1'59"04) Katinka Hosszú (1'55"16) | 30 luglio 2009    | Campionati mondiali  | Roma, Italia               | [ 27 ] |
| Staffetta mista          |          |                 | |                   |                      |                            |        |
| 4x100 m                  | 4'01"50  | b               | Squadra nazionale Lora Komoroczy (1'01"08) Eszter Bekesi (1'08"49) Panna Ugrai (57"91) Nikolett Pádár (54"02)      | 23 giugno 2024    | Campionati europei   | Belgrado, Serbia           | [ 28 ] |

Legenda:  - Record del mondo;  - Record europeo;

Record non ottenuti in finale: (b) - batteria; (sf) - semifinale; (s) - staffetta prima frazione.

### Mista
| Gara                     | Tempo    | + | Atleta | Data           | Evento              | Luogo              | Ref    |
| ------------------------ | -------- | - | --- | -------------- | ------------------- | ------------------ | ------ |
| Staffetta a stile libero |          |   | |                |                     |                    |        |
| 4x100 m                  | 3'25"02  |   | Squadra nazionale Dominik Kozma (48"12) Richárd Bohus (48"54) Zsuzsanna Jakabos (53"60) Evelyn Verrasztó (54"76)     | 29 luglio 2017 | Campionati mondiali | Budapest, Ungheria | [ 29 ] |
| Staffetta mista          |          |   | |                |                     |                    |        |
| 4x100 m                  | 3'47''15 |   | Squadra nazionale Benedek Kovacs (53''76) Petra Halmai (1'08''11) Richard Marton (51''49) Fanni Gyurinovics (53''79) | 29 luglio 2021 | Giochi olimpici     | Tokyo, Giappone    |        |

Legenda:  - Record del mondo;  - Record europeo;

Record non ottenuti in finale: (b) - batteria; (sf) - semifinale; (s) - staffetta prima frazione.

## Vasca corta (25m)

### Uomini
| Gara                     | Tempo    | +               | Atleta | Data              | Evento                        | Luogo                      | Ref    |
| ------------------------ | -------- | --------------- | --- | ----------------- | ----------------------------- | -------------------------- | ------ |
| Stile libero             |          |                 | |                   |                               |                            |        |
| 50 m                     | 20''68   |                 | Maksim Lobanovskij | 14 dicembre 2019  | Campionati ungheresi          | Kaposvár, Ungheria         |        |
| 100 m                    | 46"36    |                 | Nándor Németh | 19 settembre 2021 | International Swimming League | Napoli, Italia             |        |
| 200 m                    | 1'41"03  |                 | Dominik Kozma | 7 agosto 2017     | Coppa del Mondo               | Berlino, Germania          | [ 30 ] |
| 400 m                    | 3'34"32  |                 | Péter Bernek | 5 dicembre 2014   | Campionati mondiali           | Doha, Qatar                | [ 31 ] |
| 800 m                    | 7'34''21 |                 | Zalan Sarkany | 4 novembre 2023   | Campionati ungheresi          | Debrecen, Ungheria         | [ 32 ] |
| 1500 m                   | 14'23"27 |                 | Dávid Betlehem | 1 novembre 2023   | Campionati ungheresi          | Debrecen, Ungheria         | [ 33 ] |
| Dorso                    |          |                 | |                   |                               |                            |        |
| 50 m                     | 23''08   |                 | Kristóf Milák | 8 ottobre 2021    | Coppa del Mondo               | Budapest, Ungheria         |        |
| 100 m                    | 50"58    |                 | Richárd Bohus | 14 dicembre 2019  | Campionati ungheresi          | Kaposvár, Ungheria         |        |
| 200 m                    | 1'49"41  |                 | Péter Bernek | 22 novembre 2012  | Campionati europei            | Chartres, Francia          | [ 34 ] |
| Rana                     |          |                 | |                   |                               |                            |        |
| 50 m                     | 26"56    |                 | Dániel Gyurta | 4 ottobre 2014    | Coppa del Mondo               | Mosca, Russia              | [ 35 ] |
| 100 m                    | 56"72    |                 | Dániel Gyurta | 11 dicembre 2009  | Campionati europei            | Istanbul, Turchia          |        |
| 200 m                    | 2'00"48  |                 | Dániel Gyurta | 31 agosto 2014    | Coppa del Mondo               | Dubai, Emirati Arabi Uniti | [ 36 ] |
| Farfalla                 |          |                 | |                   |                               |                            |        |
| 50 m                     | 21''75   | Record mondiale | Szebasztián Szabó | 6 novembre 2021   | Campionati europei            | Kazan', Russia             |        |
| 100 m                    | 49"33    |                 | László Cseh | 3 dicembre 2015   | Campionati europei            | Netanya, Israele           | [ 37 ] |
| 200 m                    | 1'49"00  | Record europeo  | László Cseh | 6 dicembre 2015   | Campionati europei            | Netanya, Israele           | [ 38 ] |
| Misti                    |          |                 | |                   |                               |                            |        |
| 100 m                    | 52"82    |                 | Hubert Kós | 17 novembre 2022  | Campionati ungheresi          | Kaposvár, Ungheria         |        |
| 200 m                    | 1'51"36  | Record europeo  | László Cseh | 4 dicembre 2015   | Campionati europei            | Netanya, Israele           | [ 39 ] |
| 400 m                    | 3'57"27  | Record europeo  | László Cseh | 11 dicembre 2009  | Campionati europei            | Istanbul, Turchia          | [ 40 ] |
| Staffette a stile libero |          |                 | |                   |                               |                            |        |
| 4x50 m                   | 1'26"47  |                 | Squadra nazionale Maksim Lobanovskij (21''12) Bence Gyárfás (21''56) Krisztián Takács (21''45) Szebasztián Szabó (21''01) | 4 dicembre 2019   | Campionati europei            | Glasgow, Regno Unito       |        |
| 4x100 m                  | 3'13"64  |                 | BVSC-Zugló Nándor Németh (47''13) Dominik Kozma (47''15) László Cseh (48"70) Richárd Bohus (47''94)                       | 13 dicembre 2019  | Campionati ungheresi          | Kaposvár, Ungheria         |        |
| 4x200 m                  | 7'03"66  | b               | Squadra nazionale Péter Bernek (1'45"44) Ádám Telegdy (1'45"80) Richárd Márton (1'45"01) Tamás Kenderesi (1'47"41)        | 9 dicembre 2016   | Campionati mondiali           | Windsor, Canada            | [ 41 ] |
| Staffette miste          |          |                 | |                   |                               |                            |        |
| 4x50 m                   | 1'33"62  |                 | Squadra nazionale Richárd Bohus (23''42) Dávid Horváth (26''64) Szebasztián Szabó (21''77) Maksim Lobanovskij (20''27)    | 9 dicembre 2019   | Campionati europei            | Glasgow, Regno Unito       |        |
| 4x100 m                  | 3'27"14  | b               | Squadra nazionale Dávid Földházi (52"17) Dániel Gyurta (56"97) Péter Holoda (51"60) Dominik Kozma (46"40)                 | 7 dicembre 2014   | Campionati mondiali           | Doha, Qatar                | [ 42 ] |

Legenda:  - Record del mondo;  - Record europeo;

Record non ottenuti in finale: (b) - batteria; (sf) - semifinale; (s) - staffetta prima frazione.

### Donne
| Gara                     | Tempo    | +               | Atleta | Data             | Evento                      | Luogo                          | Ref    |
| ------------------------ | -------- | --------------- | --- | ---------------- | --------------------------- | ------------------------------ | ------ |
| Stile libero             |          |                 | |                  |                             |                                |        |
| 50 m                     | 24"30    |                 | Petra Senánszky | 11 novembre 2021 | Campionati ungheresi        | Kaposvár, Ungheria             |        |
| 100 m                    | 52"12    |                 | Katinka Hosszú | 27 agosto 2016   | Coppa del Mondo             | Chartres, Francia              | [ 43 ] |
| 200 m                    | 1'51"18  |                 | Katinka Hosszú | 7 dicembre 2014  | Campionati mondiali         | Doha, Qatar                    | [ 44 ] |
| 400 m                    | 3'58"15  |                 | Boglárka Kapás | 17 dicembre 2017 | Campionati europei          | Copenaghen, Danimarca          |        |
| 800 m                    | 8'08"41  |                 | Katinka Hosszú | 24 ottobre 2014  | Coppa del Mondo             | Pechino, Cina                  | [ 45 ] |
| 1500 m                   | 15'55"69 |                 | Ajna Késely | 14 novembre 2021 | Campionati ungheresi        | Kaposvár, Ungheria             |        |
| Dorso                    |          |                 | |                  |                             |                                |        |
| 50 m                     | 25"95    |                 | Katinka Hosszú | 16 dicembre 2017 | Campionati europei          | Copenaghen, Danimarca          |        |
| 100 m                    | 55"03    | Record europeo  | Katinka Hosszú | 3 dicembre 2014  | Campionati mondiali         | Doha, Qatar                    | [ 46 ] |
| 200 m                    | 1'59"23  | Record mondiale | Katinka Hosszú | 5 dicembre 2014  | Campionati mondiali         | Doha, Qatar                    | [ 47 ] |
| Rana                     |          |                 | |                  |                             |                                |        |
| 50 m                     | 30''58   |                 | Anna Sztankovics | 19 novembre 2022 | Campionati ungheresi        | Kaposvár, Ungheria             |        |
| 100 m                    | 1'05"60  |                 | Katinka Hosszú | 30 dicembre 2014 | Meeting dell'Oceano Indiano | La Réunion, Francia            | [ 48 ] |
| 200 m                    | 2'20''63 |                 | Eszter Békési | 14 novembre 2021 | Campionati ungheresi        | Kaposvár, Ungheria             |        |
| Farfalla                 |          |                 | |                  |                             |                                |        |
| 50 m                     | 25"64    |                 | Katinka Hosszú | 30 dicembre 2014 | Meeting dell'Oceano Indiano | La Réunion, Francia            | [ 49 ] |
| 100 m                    | 55"12    |                 | Katinka Hosszú | 13 dicembre 2016 | Campionati mondiali         | Windsor, Canada                | [ 50 ] |
| 200 m                    | 2'01"12  |                 | Katinka Hosszú | 3 dicembre 2014  | Campionati mondiali         | Doha, Qatar                    | [ 51 ] |
| Misti                    |          |                 | |                  |                             |                                |        |
| 100 m                    | 56"51    | Record mondiale | Katinka Hosszú | 7 agosto 2017    | Coppa del Mondo             | Berlino, Germania              | [ 52 ] |
| 200 m                    | 2'01"86  | Record mondiale | Katinka Hosszú | 6 dicembre 2014  | Campionati mondiali         | Doha, Qatar                    | [ 53 ] |
| 400 m                    | 4'19"46  | b               | Katinka Hosszú | 2 dicembre 2015  | Campionati europei          | Netanya, Israele               | [ 54 ] |
| Staffette a stile libero |          |                 | |                  |                             |                                |        |
| 4x50 m                   | 1'40"08  | b               | Squadra nazionale Fanni Gyurinovics (25''34) Beatrix Bordás (24''90) Evelyn Verrasztó (24''54) Liliana Szilagyi (25''13)   | 15 dicembre 2017 | Campionati europei          | Copenaghen, Danimarca          |        |
| 4x100 m                  | 3'36"20  | b               | Squadra nazionale Fanni Gyurinovics (53"33) Zsuzsanna Jakabos (53"56) Nikolett Pádár (54"43) Ajna Késely (54"88)           | 16 dicembre 2021 | Campionati mondiali         | Abu Dhabi, Emirati Arabi Uniti |        |
| 4x200 m                  | 7'39"21  |                 | Squadra nazionale Evelyn Verrasztó (1'54"65) Zsuzsanna Jakabos (1'54"85) Boglárka Kapás (1'56"58) Katinka Hosszú (1'53"13) | 3 dicembre 2014  | Campionati mondiali         | Doha, Qatar                    | [ 55 ] |
| Staffette miste          |          |                 | |                  |                             |                                |        |
| 4x50 m                   | 1'49"65  | b               | Squadra nazionale Nikolett Szepesi (27"76) Réka Pecz (31"41) Eszter Dara (26"24) Evelyn Verrasztó (24"24)                  | 11 dicembre 2008 | Campionati europei          | Fiume, Croazia                 | [ 56 ] |
| 4x100 m                  | 4'04"15  |                 | Győri Úszó SE Dorottya Dobos (1'00"65) Dalma Sebestyén (1'08"07) Zsuzsanna Jakabos (59"75) Fanni Gyurinovics (55"68)       | 11 novembre 2017 | Campionati ungheresi        | Százhalombatta, Ungheria       | [ 57 ] |

Legenda:  - Record del mondo;  - Record europeo;

Record non ottenuti in finale: (b) - batteria; (sf) - semifinale; (s) - staffetta prima frazione.

### Mista
| Gara                     | Tempo    | + | Atleta | Data             | Evento             | Luogo              | Ref    |
| ------------------------ | -------- | - | --- | ---------------- | ------------------ | ------------------ | ------ |
| Staffetta a stile libero |          |   | |                  |                    |                    |        |
| 4x50 m                   | 1'31''03 |   | Squadra nazionale Maksim Lobanovskii (21"41) Dominik Kozma (21''36) Katinka Hosszú (24"54) Zsuzsanna Jakabos (23''95) | 5 ottobre 2018   | Coppa del Mondo    | Budapest, Ungheria |        |
| Staffetta mista          |          |   | |                  |                    |                    |        |
| 4x50 m                   | 1'39"86  |   | Squadra nazionale László Cseh (23"82) Dániel Gyurta (26"25) Katinka Hosszú (25"45) Evelyn Verrasztó (24"34)           | 13 dicembre 2013 | Campionati europei | Herning, Danimarca | [ 58 ] |

Legenda:  - Record del mondo;  - Record europeo;

Record non ottenuti in finale: (b) - batteria; (sf) - semifinale; (s) - staffetta prima frazione.